# Добра Вода у Чешким Будјејовицама
Добра Вода у Чешким Будјејовицама (чеш. Dobrá Voda u Českých Budějovic) је насељено мјесто са административним статусом сеоске општине (чеш. obec) у округу Чешке Будјејовице, у Јужночешком крају, Чешка Република.

## Становништво
Према подацима о броју становника из 2014. године насеље је имало 2.573 становника.